# M58 MICLIC

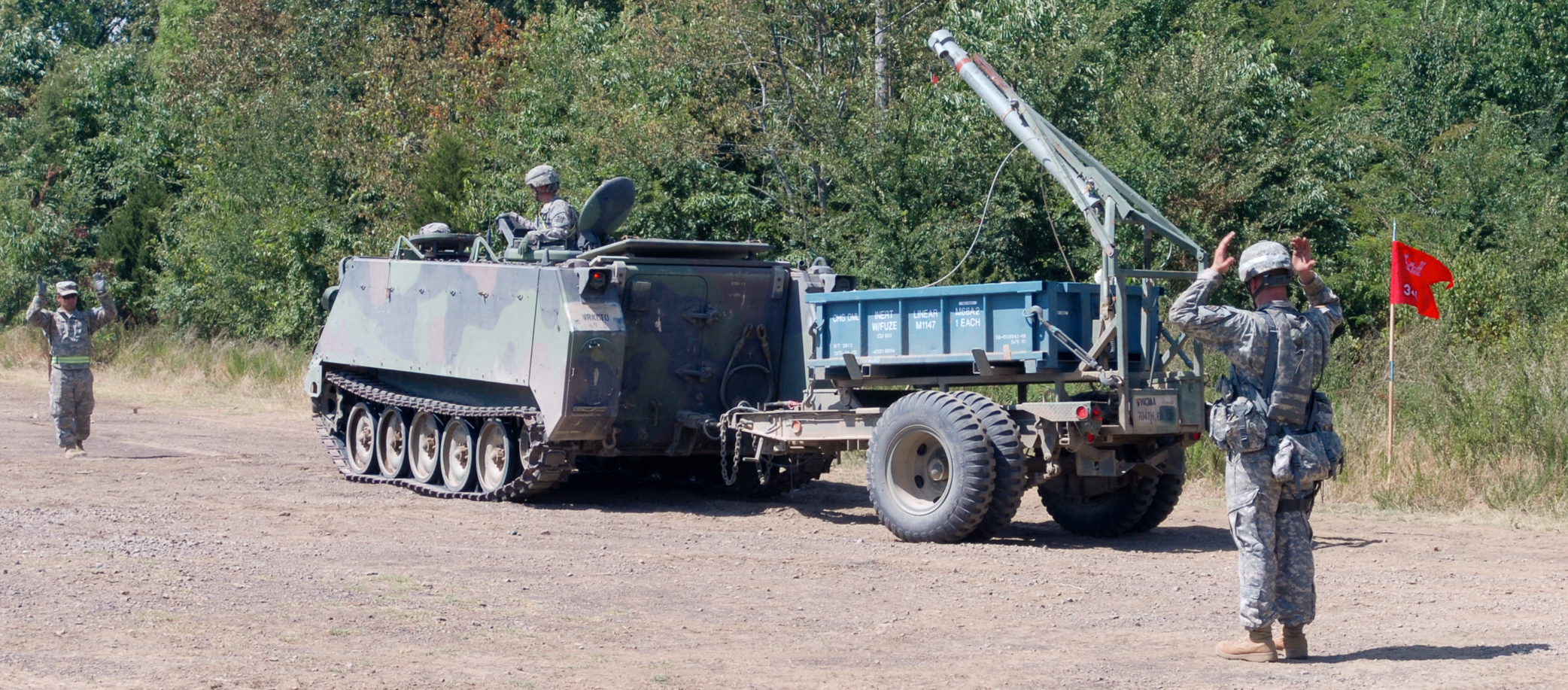
Солдати на бронетранспортері M113 їдуть на полігон, щоб запустити M58 MICLIC. Форт Чаффі, Арканзас, 19 липня 2011.

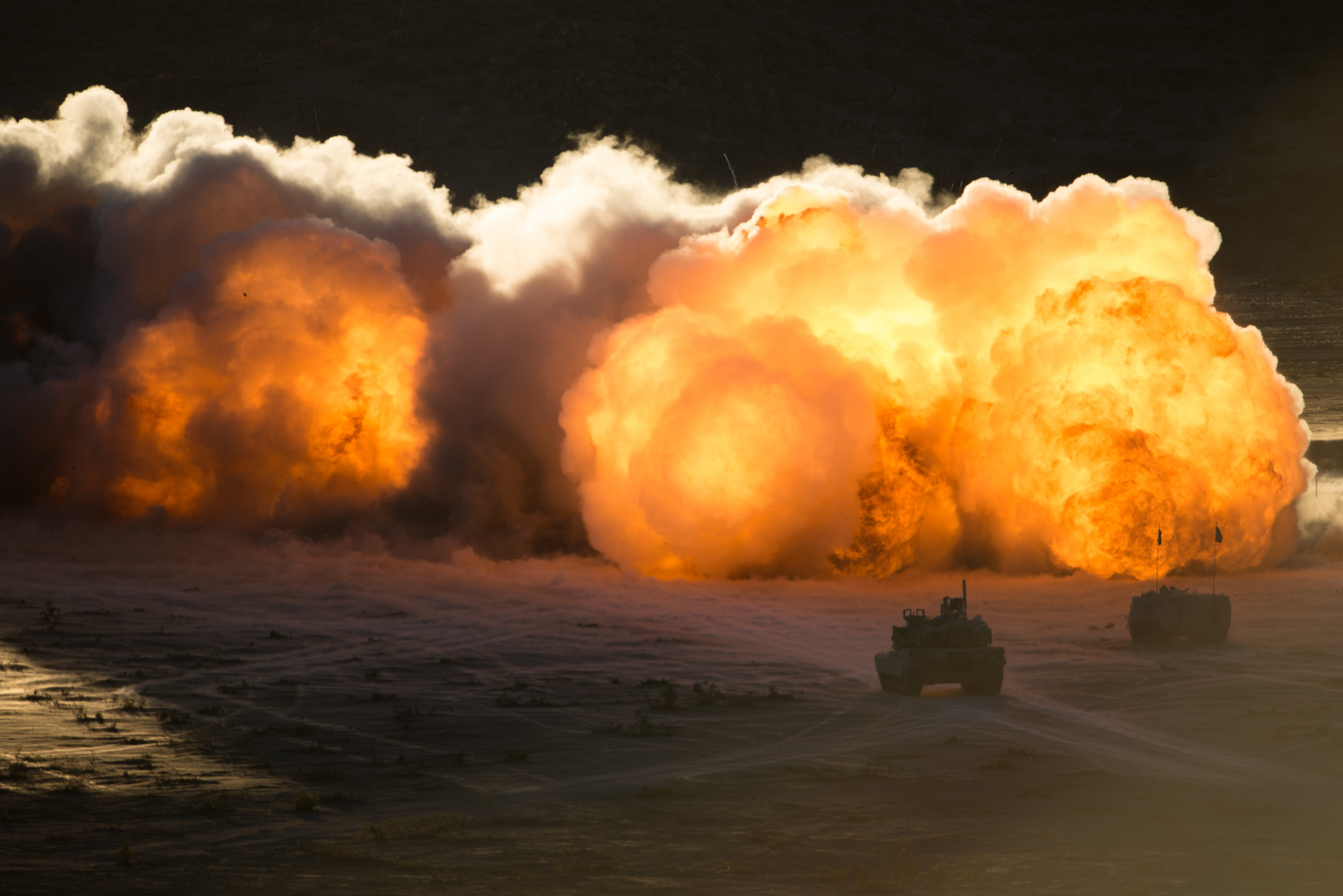
Солдати національної гвардії армії Арканзасу підривають заряд M58 MICLIC у Національному навчальному центрі (NTC).Форт Ірвін, Каліфорнія, 16 серпня 2015.

M58 MICLIC — американська установка розмінування. Використовує лінійний вибуховий заряд, протяжний шнур із вибухівки довжиною 350 футів (~100 м), який запускається ракетою в напрямку замінованої ділянки, після чого вибухає. Дальність і точність роботи незначна, в угоду простоті і швидкості застосування. УР ефективний проти протипіхотних мін зі звичайним запалом і, коли підривається, забезпечує смугу 8 на 100 метрів.

## Опис
Система MICLIC базується на шасі колісних причепів M353 (3175 кг) та M200A1 (2268 кг) або гусеничного причепа M200.
Склад:
- пускова установка
- комплект стрільби M147
- лінійній заряд M58A3
- 5-дюймової (127 мм) ракети MK22 Mod 4[5]

Лінійний заряд має довжину 107 метрів і містить 7,45 кг вибухівки С-4 на погонний метр. У випадку, якщо MICLIC не спрацьовує у нормальному режимі, його можна активувати вручну за допомогою запобіжників із затримкою часу кожні кілька футів по всій довжині.
Вогневий комплект M147 також можна використовувати з інших бойових інженерних машин: M60 AVLB і M1150 Assault Breacher Vehicle.

## Застосування

### Російсько-українська війна
США поставили Україні протимінні комплекси M58 MICLIC в межах пакету допомоги, оголошеного 15 вересня 2022 р. На початку листопада того ж року з'явилися фото українських військових, що використовували цю УР.

## Додаткова інформація
- Розмінування
- Подовжений заряд
- УР-77